# Novària
Novària (en llatí Novaria, en grec antic Νουαρία 'Nouaria') va ser una ciutat de la Gàl·lia Cisalpina situada a la via entre Mediolanum i Vercellae a uns 50 km d'aquesta darrera. Era al territori dels ínsubres, segons Claudi Ptolemeu. Plini el Vell diu que la va fundar un poble que ell anomena vertacomacori, una de les tribus dels voconcis, una tribu dels Gals, i no com afirma Cató, una tribu dels lígurs.
No apareix a la història abans de la conquesta romana. Va ser en temps de l'Imperi un municipi de la Gàl·lia Transpadana, i Tàcit diu que era una de les importants ciutats de la Gàl·lia Cisalpina que es va declarar a favor de Vitel·li l'any 69. Era el lloc de naixença del retòric Gai Albuci Sil, que hi va exercir funcions municipals, segons Suetoni. Plini el Vell diu que les terres dels voltants eren molt riques en vinyes.
A la caiguda de l'Imperi d'Occident Novària es torna a mencionar i es diu que era una ciutat fortificada de certa importància. Va estar sota domini ostrogot i longobard. A l'edat mitjana el seu nom va derivar a Novara, on no en queden restes arqueològiques de l'època antiga, excepte el mapa del nucli històric, que segueix el pla romà.